# Commissario del governo (Francia)
In Francia, il commissario del governo è una persona, di solito un funzionario, incaricato di rappresentare il governo o l'amministrazione.

## Di fronte alle Assemblee parlamentari
Di fronte alle assemblee parlamentari, i commissari governativi sono coloro che sono incaricati di assistere i membri del governo (articolo 31 della Costituzione). Sono nominati da un decreto collettivo del Primo ministro controfirmato dal ministro. I decreti di nomina dei commissari governativi restano validi per la durata dei dibattiti per i quali sono stati stabiliti, anche nel caso di letture successive.

## Di fronte al Consiglio di Stato in materia amministrativa e legislativa
Durante l'esame dei progetti di decreti o progetti di legge dinanzi alle sezioni amministrative del Consiglio di Stato, i commissari governativi partecipano a titolo consultivo alle sedute dell'assemblea generale, commissioni o sezioni per gli affari. Essi sono designati in ciascun ministero

## Nella procedura per la determinazione delle indennità di esproprio
Il Commissario del Governo è il funzionario che svolge una sorta di perizia a nome dell'amministrazione davanti al giudice civile durante la procedura per la determinazione dell'indennità di esproprio (Articolo R13-7 del Codice di espropriazione per motivi di utilità pubblica). Il Decreto n. 2005-467 del 13 maggio 2005 che modifica il codice di espropriazione nell'interesse pubblico, modificando questo articolo, al fine di garantire la conformità della procedura ai requisiti della Convenzione europea dei diritti dell'uomo, ha specificato che:
- la nomina del commissario sostitutivo, in questa funzione, il direttore dei servizi fiscali "non può riguardare agenti che, per conto dell'autorità espropriante, hanno fornito la stima preventiva delle offerte di risarcimento",
- "Il commissario governativo svolge i suoi compiti in conformità con il principio di contraddizione che guida il processo civile."

Recentemente la Corte di Cassazione ha dovuto giudicare un caso riguardante la procedura di esproprio e fornito alcuni chiarimenti. Al riguardo possono essere consultati anche diversi commenti degli accademici.

## Davanti ad organizzazioni di sicurezza sociale
I commissari governativi rappresentano lo Stato di fronte ad alcuni organismi di sicurezza sociale come il Fondo nazionale di previdenza per i lavoratori salariati, il Fondo nazionale di previdenza per le libere professioni o l'Unione dei fondi nazionali di sicurezza sociale.

## Davanti ad autorità amministrative
- Autorité des marchés financiers
- Commission nationale de l'informatique et des libertés